# Розеве (Поморське воєводство)
Розеве (пол. Rozewie, нім. Rixhöft) — село в Польщі, у гміні Владиславово Пуцького повіту Поморського воєводства.
У 1963–1972 рр. частина маєтку Ястшембя-Гура. У 1973–2014 рр. частина міста Владиславово.

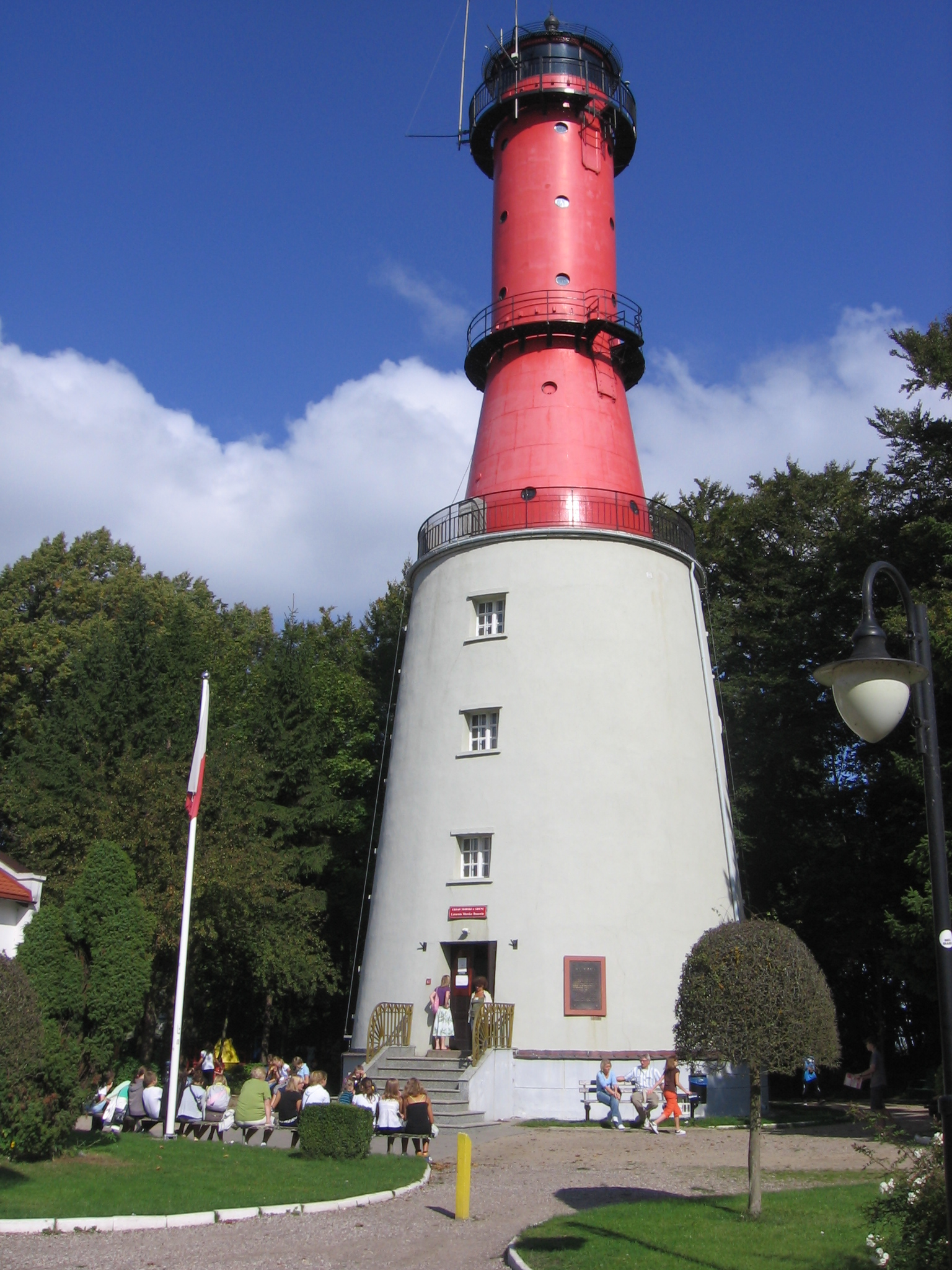
Маяк в Розеве

Північна частина Розеве (на північ від дороги № 215) — Прибережний ландшафтний парк. Прибережна смуга Розева є частиною спеціальної охоронної зони існування «Кашубські кліфи». Крім того, вся ділянка набережної Розева (близько 1 км) належить до природного заповідника Przyrzałek Rozewski.
Місцезнаходження Прибережного захисного округу Морського управління в Гдині розташоване в Розеве.
За переписом 1921 р. на Розевському маяку проживало 5 осіб, а в слободі Розеве – 6 осіб.
Сучасні межі садиби Розеве визначено у 2003 році.
Місцева влада Владиславово створила допоміжну одиницю – маєток Розеве. 1 січня 2015 року його замінено на сільську раду. Законодавчим органом маєтку є сільські збори. Виконавчим органом садиби є сільський адміністратор. Крім того, дорадчим, дорадчим та допоміжним органом сільського голови є Рада Солтиса, яка складається з 3-5 осіб.